# Élections sénatoriales de 1989 en Charente-Maritime
Les élections sénatoriales en Charente-Maritime ont lieu le dimanche 24 septembre 1989. 
Elles ont pour but d'élire les sénateurs représentant le département au Sénat pour un mandat de neuf ans.

## Contexte départemental
Lors des élections sénatoriales du 28 septembre 1980 en Charente-Maritime, trois sénateurs MRG sont élus, Stéphane Bonduel, Josy Moinet et Michel Rigou.
Depuis, tous les effectifs du collège électoral des grands électeurs sont renouvelés, avec les élections législatives françaises de 1988, les élections régionales françaises de 1986, les élections cantonales de 1985 et 1988 et les élections municipales françaises de 1989.

## Rappel des résultats de 1980
| Candidat et parti politique | Candidat et parti politique | Candidat et parti politique | Premier tour | Premier tour | Second tour | Second tour |
| Candidat et parti politique | Candidat et parti politique | Candidat et parti politique | Voix         | %            | Voix        | %           |
| --------------------------- | --------------------------- | --------------------------- | ------------ | ------------ | ----------- | ----------- |
|                             | Josy Moinet                 | MRG                         | 537          | 40,10        | 891         | 67,25       |
|                             | Claude Belot                | DVD                         | 452          | 33,76        | 602         | 45,43       |
|                             | Stéphane Bonduel            | MRG                         | 380          | 28,38        | 806         | 60,83       |
|                             | Michel Rigou                | MRG                         | 343          | 25,62        | 731         | 55,17       |
|                             | Michel Baron                | PS                          | 323          | 24,12        | 2           | 0,15        |
|                             | Paul Baron                  | PS                          | 315          | 23,53        | 2           | 0,15        |
|                             | François Blaizot            | UDF-CDS                     | 300          | 22,40        | 466         | 35,17       |
|                             | Paul Rousset                | PS                          | 275          | 20,54        | 1           | 0,08        |
|                             | Jacques Begouin             | UDF-PR                      | 207          | 15,46        | 412         | 31,09       |
|                             | Yves Tap                    | UDF-CDS                     | 146          | 10,90        | Retrait     | Retrait     |
|                             | Jean Papeau                 | PCF                         | 129          | 9,63         | 1           | 0,08        |
|                             | René Boucher                | PCF                         | 126          | 9,41         | 1           | 0,08        |
|                             | Jean Drappeau               | UDF-CDS                     | 122          | 9,11         | Retrait     | Retrait     |
|                             | Léon Belly                  | PCF                         | 121          | 9,04         | 1           | 0,08        |
|                             | Jacques Castagnet           | UDF-PR                      | 113          | 8,44         | Retrait     | Retrait     |
|                             |                             |                             |              |              |             |             |
| Inscrits                    | Inscrits                    | Inscrits                    | 1 351        | 100,00       | 1 351       | 100,00      |
| Abstentions                 | Abstentions                 | Abstentions                 | 4            | 0,30         | 8           | 0,59        |
| Votants                     | Votants                     | Votants                     | 1 347        | 99,70        | 1 343       | 99,41       |
| Blancs et nuls              | Blancs et nuls              | Blancs et nuls              | 8            | 0,59         | 18          | 0,34        |
| Exprimés                    | Exprimés                    | Exprimés                    | 1 339        | 99,41        | 1 325       | 98,66       |

## Sénateurs sortants
| Sénateur | Sénateur         | Parti | Fonctions lors de l'élection en 1980                                                              |
| -------- | ---------------- | ----- | ------------------------------------------------------------------------------------------------- |
|          | Stéphane Bonduel | MRG   | Conseiller général, maire de Tonnay-Boutonne                                                      |
|          | Josy Moinet      | MRG   | Conseiller général, président du Conseil général de la Charente-Maritime, maire de Saint-Rogatien |
|          | Michel Rigou     | MRG   | Conseiller général, maire de Mirambeau                                                            |

## Candidats
En Charente-Maritime, les sénateurs sont élus au scrutin majoritaire à deux tours. 
| Candidats | Candidats        | Parti | Principale fonction                                                      |
| --------- | ---------------- | ----- | ------------------------------------------------------------------------ |
|           | Léon Belly       | PCF   | Conseiller régional, conseiller municipal d'Aytré                        |
|           | Jean Pétraud     | PCF   | Maire de Tonnay-Charente                                                 |
|           | Guy Fredon       | PCF   |                                                                          |
|           | Michel Baron     | PS    | Maire de Saintes                                                         |
|           | Patrick Moquay   | PS    | Maire de Saint-Pierre-d'Oléron                                           |
|           | Michel Cheneau   | PS    | Conseiller général, conseiller municipal de Burie                        |
|           | Josy Moinet      | MRG   | Sénateur sortant, conseiller général, maire de Saint-Rogatien            |
|           | Michel Rigou     | MRG   | Sénateur sortant, conseiller général, maire de Mirambeau                 |
|           | Stéphane Bonduel | DVG   | Sénateur sortant, conseiller général, maire de Tonnay-Boutonne           |
|           | François Blaizot | UDF   | Président du Conseil général de la Charente-Maritime, conseiller général |
|           | Claude Belot     | UDF   | Conseiller régional, conseiller général, maire de Jonzac                 |
|           | Michel Doublet   | RPR   | Conseiller général, maire de Trizay                                      |

## Résultats
Les nouveaux représentants sont élus pour une législature de 9 ans au suffrage universel indirect par les 1 483 grands électeurs du département.
| Candidat et parti politique | Candidat et parti politique | Candidat et parti politique | Premier tour | Premier tour |
| Candidat et parti politique | Candidat et parti politique | Candidat et parti politique | Voix         | %            |
| --------------------------- | --------------------------- | --------------------------- | ------------ | ------------ |
|                             | François Blaizot            | UDF                         | 846          | 57,83        |
|                             | Claude Belot                | UDF                         | 813          | 55,57        |
|                             | Michel Doublet              | RPR                         | 761          | 52,02        |
|                             | Josy Moinet                 | DVG-MRG                     | 382          | 26,11        |
|                             | Michel Baron                | PS                          | 291          | 19,89        |
|                             | Michel Rigou                | MRG                         | 279          | 19,07        |
|                             | Stéphane Bonduel            | DVG                         | 262          | 17,91        |
|                             | Patrick Moquay              | PS                          | 252          | 17,22        |
|                             | Michel Cheneau              | PS                          | 238          | 16,27        |
|                             | Léon Belly                  | PCF                         | 77           | 5,26         |
|                             | Jean Pétraud                | PCF                         | 75           | 5,13         |
|                             | Guy Fredon                  | PCF                         | 73           | 4,99         |
|                             |                             |                             |              |              |
| Inscrits                    | Inscrits                    | Inscrits                    | 1 483        | 100,00       |
| Abstentions                 | Abstentions                 | Abstentions                 | 16           | 1,08         |
| Votants                     | Votants                     | Votants                     | 1 467        | 98,92        |
| Blancs et nuls              | Blancs et nuls              | Blancs et nuls              | 4            | 0,27         |
| Exprimés                    | Exprimés                    | Exprimés                    | 1 463        | 99,73        |